# Hari Mata Hari
Hari Mata Hari är ett musikband från Sarajevo i Bosnien och Hercegovina och även artistnamnet på sångaren Hajrudin "Hari" Varešanovic i samma band. Bandet ställde upp i Eurovision Song Contest 2006 med låten Lejla och kom på tredje plats i finalen i Aten. Bandet har uppträtt på över 1 000 konserter och sålt nära fem miljoner album världen över.

## Bandmedlemmar
- "Hari" Varešanović - Sång
- Izo Kolecić - Percussion (trummor)
- Karlo Martinović - Sologitarr
- Nihad Voloder - Rytmgitarr

## Diskografi
- 1985 - U tvojoj kosi
- 1986 - Ne bi te odbranila ni cijela Jugoslavija
- 1988 - Ja te volim najviše na svijetu
- 1989 - Volio bi' da te ne volim
- 1990 - Strah me da te volim
- 1992 - Rođena si samo za mene
- 1994 - Ostaj mi zbogom ljubavi
- 1998 - Ja nemam snage da te ne volim
- 2001 - Sve najljepše od Hari Mata Hari
- 2001 - Baš ti lijepo stoje suze
- 2002 - Ruzmarin i najljepše neobjavljene pjesme
- 2002 - Live
- 2004 - Zakon jačega
- 2006 - Lejla
- 2008 - Dabogda (med Dino Merlin)
- 2009 - Sreća
- 2016 - Ćilim